# Nhà thờ Lớn Nam Định
Nhà thờ Đức Mẹ Vô Nhiễm Nguyên Tội là một nhà thờ Công giáo tại Việt Nam, tọa lạc tại số 16 Hai Bà Trưng, phường Nam Định, tỉnh Ninh Bình.

## Lịch sử

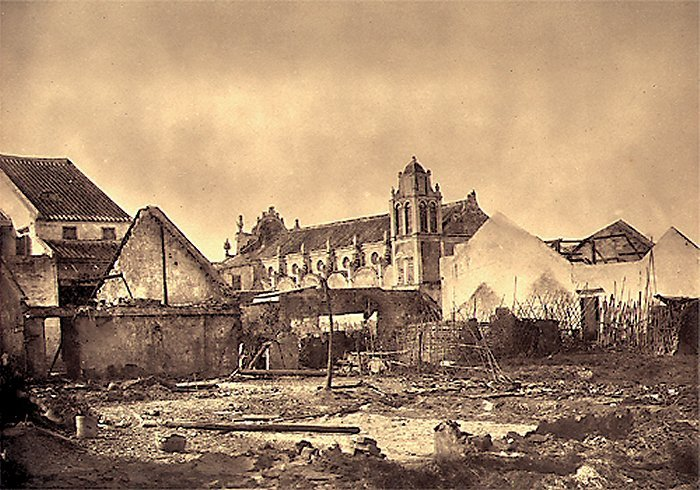
Tiền thân là một nhà nguyện nhỏ của Hội thừa sai Paris.

Nhà thờ Đức Mẹ Vô Nhiễm Nguyên Tội được người dân Nam Định quen gọi là Nhà thờ Lớn cho dù đây không phải là nhà thờ chính tòa, cũng không phải là vương cung thánh đường, tọa lạc tại số 16 phố Hai Bà Trưng, phường Nam Định. Đây là nhà thờ của giáo xứ Nam Định thuộc Tổng giáo phận Hà Nội, nên cũng được coi là trung tâm tín ngưỡng Công giáo của phường Nam Định, cùng với Nhà thờ Khoái Đồng thuộc Giáo phận Bùi Chu.
Nhà thờ đầu tiên được dựng bằng đá vào khoảng năm 1890 bởi các vị linh mục Pháp và Ý theo lối Gothic, khánh thành vào năm 1895. Năm 1968 nhà thờ bị bom hư hỏng nặng, năm 1973 được tu sửa lại. Sau phát triển thành giáo khu án ngữ bến Đò Quan (nay là giao điểm cầu Đò Quan và đường Trần Hưng Đạo thành phố Nam Định), nhà thờ được sửa lại theo kiến trúc Gothic. Trong khuôn viên Nhà thờ có quần thể thánh tượng, hang đá Bethlehem và tượng đài Thánh Mẫu bằng đồng đen, cửa tháp chuông quay mặt về hướng Tây.
Trước khi nội ô chuyển về Quảng trường Mồng Ba Tháng Hai, vị trí này giữ vai trò trung tâm thành phố với các hoạt động thương mại nhộn nhịp tại phố Tàu. Nhà thờ cùng với chợ Rồng, chùa Vọng Cung và đền Voi Phục thành khu vực Phố Cổ của phường Nam Định.
Đầu năm 2025, nhà thờ cũ được dỡ bỏ đề xây ngôi nhà thờ mới. Thánh lễ đặt viên đá góc xây dựng nhà thờ mới được cử hành vào ngày 26 tháng 7 năm 2025, nhân dịp kỷ niệm 150 năm thành lập giáo xứ Nam Định.